# دیتر کولمن
دیتر کولمن (انگلیسی: Dieter Koulmann; ۴ دسامبر ۱۹۳۹ – ۲۶ ژوئیهٔ ۱۹۷۹) بازیکن فوتبال اهل آلمان بود.
از باشگاه‌هایی که در آن بازی کرده‌است می‌توان به باشگاه فوتبال کیکرز اوفنباخ، باشگاه فوتبال بایرن مونیخ، و باشگاه فوتبال دویسبورگ اشاره کرد.